# Coenonympha obscura
Coenonympha obscura är en fjärilsart som beskrevs av Rühl 1925. Coenonympha obscura ingår i släktet Coenonympha och familjen praktfjärilar. Inga underarter finns listade i Catalogue of Life.